# Amahl a noční návštěvníci
Amahl a noční návštěvníci (v anglickém originále Amahl and the Night Visitors) je jednoaktová dětská opera italsko-amerického skladatele Giana Carla Menottiho na vlastní libreto z roku 1951. Je to první opera napsaná výslovně pro televizi, konkrétně pro NBC (National Broadcastin Corporation) Opera Television Theater. Poprvé byla vysílána 24. prosince 1951 a poté dlouho každoročně ve vánočním čase. Lze ji však provádět i scénicky (poprvé 21. února 1952 ji v Indiana University School of Music v Bloomingtonu zahrál soubor New York City Opera). Její uvádění malými a amatérskými divadly se stalo součástí americké vánoční tradice a dodnes je nejhranější Menottiho operou.

## Inscenační historie
Nenáročná Menottiho opera se vedle televize rozšířila zejména do malých amerických divadel a hrají ji často školy, církevní instituce nebo amatérská sdružení, a to zejména v době Vánoc. Podle autoritativní encyklopedie The New Grove Dictionary of Opera patří k nejhranějším operám 20. století. Např. podle průzkumu amerických divadel za sezóny 1976/78 byla s 587 představeními nejhranější soudobou operou v USA (před rovněž Menottiho Mediem). Četná představení v novější době registruje databáze Opera America, přitom je omezena na inscenace profesionální, která tvoří malou část nastudování.
Opera záhy pronikla i do Evropy, nejprve do Itálie (Amahl e i visitori notturni, 1953 Florencie, 1954 Benátky, Řím). V Německu byla nejprve hrána jako Micha und die Könige (Freiburg im Breisgau 1953, překlad Theresia Mutzenbecher), teprve později v překladu Kurta Honolky jako Amahl und die nächtlichen Besucher, která se dosud příležitostně hraje, stejně jako verze francouzská (Amahl et les visiteurs de la nuit nebo Amahl et les visiteurs du soir), polská (Amahl i nocni goście nebo Amahl i goście nocy) a další. V českých zemích však dosud hrána nebyla.

## Osoby a první obsazení
| Osoba               | hlasový obor            | světová premiéra (24.12.1951)                    |
| ------------------- | ----------------------- | ------------------------------------------------ |
| Amahl               | chlapecký soprán        | Chet Allen                                       |
| Matka               | soprán nebo mezzosoprán | Rosemary Kuhlmann                                |
| Král Kašpar         | tenor                   | Andrew McKinley                                  |
| Král Melichar       | baryton                 | David Aiken                                      |
| Král Baltazar       | bas                     | Leon Lishner                                     |
| Páže                | bas                     | Francis Monachino                                |
| Tančící pastýři     | tanečníci               | Melissa Hayden, Glen Tetley, Nicholas Magallanes |
| Pastýři a vesničané |                         |                                                  |
| Dirigent:           | Dirigent:               | Thomas Schippers                                 |
| Režie:              | Režie:                  | Kirk Browning                                    |
| Výprava kostýmy:    | Výprava kostýmy:        | Eugene Berman                                    |
| Choreografie:       | Choreografie:           | John Butler                                      |

## Instrumentace
Flétna, dva hoboje, klarinet, fagot, lesní roh, trubka, bicí souprava, harfa, klavír, smyčce; alternativní verze: dva klavíry.

## Děj opery
Scéna zobrazuje vnitřek i vnějšek chudičkého obydlí. Je noc a na nebi jasně září betlémská hvězda. Amahl, chromý chlapec, sedí na zápraží a hraje na svou píšťalu. Jeho matka, zmožená domácí prací, volá hocha domů, potože je čas spát a venku je chladno. Amahl se snaží vymluvit, ale nakonec uposlechne matčina rázného příkazu. Přibelhá se o berličce dovnitř a vypráví matce o tom, jaká je krásná noc a jak velká hvězda září přímo nad jejich domem (árie Amahla Oh, Mother, you should go out and see!). Ale matka mu nevěří a je unavena Amahlovými věčnými výmysly (árie matky Stop bothering me!... First it was a leopard). Amahl si však stojí na svém… Na oba doléhá bída, nevědí co jíst ani čím zatopit a brzy budou muset jít žebrotou. Amahl matku utěšuje: to nebude špatný život, podívají se do světa, on bude hrát na svou píšťalum ona bude zpívat a bude jim dobře (árie Don't cry, Mother dear). Potom se oba uloží ke spánku.
Zdálky se k chatrči nocí blíží tři králové v doprovodu statného pážete (píseň tří králů From far away we come). Amahl vstane a sleduje je z okna. Brzy celý průvod dorazí k jeho domu a klepe na dveře. Matka posílá Amahla otevřít, ale když ten hlásí, že na prahu stojí jeden – dva – dokonce tři králové, hodlá mu za vymýšlení zase vyčinit. Její hněv se změní v úžas, když sama urozené hosty spatří. Králové ji žádají o místo k odpočinku. Matka má jen málo, co by jim nabídla, ale ráda je přijímá. Důstojný Melichar, dobromyslný a nahluchlý Kašpar i exotický Baltazar se u ní obřadně usadí. Amahl nejprve hovoří s Baltazarem a popisuje mu, jak byl kdysi pastýřem, ale postupně museli rozprodat všechny ovce i kozy (arioso Amahla I was a shepherd, I had a flock of sheep). Rozhovor s Kašparem je pro jeho nedoslýchavost obtížnější, ale za to král Amahlovi ukáže svou truhlu plnou magických drahokamů, korálů a lékořice, již chlapci nabídne (árie Kašpara This is my box, this is my box).
Matka pošle Amahla svolat ostatní pastýře, aby přinesli vzácným návštěvníkům pohoštění. Přitom sleduje poklady – zlato, kadidlo a myrhu – které králové nesou. Ti jí vysvětlují, že jsou to dary pro královské dítě, k němuž jim cestu ukazuje hvězda na východě. Amahlova matka přitom myslí na své vlastní dítě, které si nezadá žádným královským dítětem, a přesto mu nikdo dary nepřináší (kvartet Have you seen a Child).
Na Amahlovo svolání se sbíhají pastýřové (dětský sbor Emily, Emily, Michael, Bartholomew). Na matčino vyzvání vcházejí dovnitř a předávají králům své dary (sbor Olives and quinces, apples and raisins) a poté pro pobavení hostí tančí. Baltazar jim jménem králů poděkuje a pastýři odcházejí s přáním dobré noci. Králové se ukládají k spánku. Chlapec se nesměle ptá krále Kašpara, zda mezi jeho kouzelnými kameny není nějaký, který by uzdravil jeho chromé nohy – ale Kašpar neslyší a Amahl nenaléhá…
Králové i páže, které hlídá truhlici s poklady, usnou. Jen matka zůstává vzhůru. Fascinovaně pozoruje zlato: zdalipak ti boháči vědí, jaká je těžká chudoba, hlavně pro její nemocné dítě. Říká si, že když jen něco z pokladu odebere, nikdo nic nepozná (árie All that gold! All that gold!!). Ale páže ji neomylně přistihne, uchopí za ruku a všechny vzburcuje. Amahl o berli brání svou matku před mohutným pážetem a současně prosí krále Kašpara o pomoc (Amahlova árie Don't you dare! Don't you dare!).
Král Melichar říká matce, aby si zlato nechala: dítě, ke kterému jdou, zlato nepotřebuje, protože postaví své království na lásce (árie Oh, woman, you can keep the gold). Zahanbená matka vrací všechno zlato. Na takového krále celý život čekala, kéž by mu mohla sama poslat nějaký dar. Amahl má nápad: jeho jediným majetkem je berla, kterou si sám vyřezal, a tu pošle zázračnému dítěti. Když ji odevzdává králům, najednou si povšimne, že dokázal udělat pár kroků bez ní – ba dokonce chodí, běhá, skáče, tančí. Králové komentují zázrak, znak přízně Božího dítěte. Amahl prosí, aby mohl jít s králi. Matka po zdráhání svoluje, když se králové zaváží, že chlapce přivedou v pořádku zase domů. Amahl s matkou si navzájem udělují poslední pokyny a loučí se. Králové se vydávají opět na cestu, Amahl jim k tomu hraje na píšťalu a pastýři je vyprovázejí zpěvem (sbor Come, oh, shepherd, come outside).

## Diskografie a filmografie
- 1952 (LP vydala RCA LM 1701, CD vydala roku 1990 RCA 6485-2-RG). Zpívají: (Amahl) Chet Allen, (Amahlova matka) Rosemary Kuhlmann, (Baltazar) Leon Lishner, (Kašpar) Andrew McKinley, (Melichar) David Aiken. Sbor a orchestr NBC řídí Thomas Schippers. Zvukový záznam televizní inscenace.
- 1955, 25. prosince (DVD, VAI 2007). Zpívají: (Amahl) Bill McIver, (Amahlova matka) Rosemary Kuhlmann, (Baltazar) Leon Lishner, (Kašpar) Andrew McKinley, (Melichar) David Aiken, (páže) Francis Monachino. Tančící pastýře hrají John Butler, Glen Tetley, Camen Gutierrez. Členy Symphony of the Air řídí Thomas Schippers. Režie Gian Carlo Menotti. Záznam televizní inscenace.
- 1963 (LP vydala RCA 4075, RCA LSC 2762). Zpívají: (Amahl) Kurt Yaghjian, (Amahlova matka) Mary King, (Baltazar) Julian Patterson, (Kašpar) John McCollum, (Melichar) Richard Cross. Sbor a orchestr NBC řídí Herbert Grossmann. Zvukový záznam televizní inscenace.
- 1978 (VHS vydala VIA). Zpívají: (Amahl) Robert Sapolsky, (Amahlova matka) Teresa Stratas, (Baltazar) Willard White, (Kašpar) Nico Castel, (Melichar) Giorgio Tozzi, (páže) Michael Lewis. Tančící pastýře hrají Peter Walker, John Terry Bates, Kate Castle. The Philharmonia Orchestra a sbor řídí Jesús López Cobos. Režie Arvin Brown. Záznam televizní inscenace.
- 1986 (LP vydala TER 1124, CD vydalo Colosseum 34 1124; 1998 Jay CDJAY 1303). Zpívají: (Amahl) James Rainbird, (Amahlova matka) Lorna Haywood, (Baltazar) Curtis Watson, (Kašpar) John Dobson, (Melichar) Donald Maxwell. Sbor a orchestr Covent Garden Opera řídí David Syrus. Živý záznam.
- 2006 (CD Naxos 8.669019). Zpívají: (Amahl) Ike Hawkersmith, (Amahlova matka) Kirsten Gunlogson, (Baltazar) Kevin Short, (Kašpar) Dean Anthony, (Melichar) Todd Thomas, (páže) Bart LeFan. Nashville Symphony Orchestra řídí Alastair Willis.